# Лісистість
Лісистість — лісівничий термін, що виражає у відсотках співвідношення території, вкритої лісами, до усієї поверхні певної території (наприклад, країни).
Оптимальна лісистість — це ступінь залісненості території, при якому найефективніше використовуються земельні ресурси, формується екологічно стабільне середовище і найповніше проявляється весь комплекс корисних властивостей лісу. Залежно від господарської освоєності території, рельєфу, лісорослинної зони, густоти гідрологічної мережі, типу ґрунтів тощо, параметри оптимальної лісистості різні.
Цілковито безлісними є тундра, пустелі, альпійські луки. Найбільш висока лісистість (50-80%) характерна для тайги, середня (30-45%) — для хвойних, мішаних і широколистяних лісів, нижче середньої (10-25%) — для лісостепу, низька і дуже низька (2-5%) — для степу.
Загальна площа лісового фонду України становить — 10,4 млн га, із яких вкритих лісовою рослинністю — 9,6 млн га. Лісистість території країни становить 15,9%. За 50 років площа лісів зросла на 21%, а запас деревини майже втричі.
Запас деревини в лісах оцінюється в межах 2102 млн м3. Загальна середня зміна запасу сягає 35 млн м3. Середня щорічна зміна запасу на 1 га у лісах Держлісагентства дорівнює 4 м3 і коливається від 5 м3 в Карпатах до 2,5 м3 у степовій зоні. Відбувається поступове збільшення запасу, що підтверджує значний економічний і природоохоронний потенціал лісів України.
Ліси на території України розташовані дуже не рівномірно. Вони сконцентровані переважно в Поліссі та в Українських Карпатах. Лісистість у різних природних зонах має значні відмінності й не досягає оптимального рівня, за якого ліси найпозитивніше впливають на клімат, ґрунти, водні ресурси, пом'якшують наслідки ерозійних процесів, а також забезпечується одержання більшої кількості деревини.